# 木戸峠
木戸峠（きどだお、きどとうげ）は、山口県山口市仁保下郷および同阿東篠目の境界にある峠。旧石州街道上における周防（吉敷郡）・長門（阿武郡）国境の峠である。本州大分水界の峠でもあり、木戸峠から北は日本海へ流れる阿武川水系、南は瀬戸内海へ流れる椹野川水系となっている。

## 歴史
江戸時代以前、周防吉敷郡と長門阿武郡との間を結ぶ交通路には、吉敷郡仁保地から木戸峠を経由するルートのほか、吉敷郡上湯田から大峠（おおたお）を経由するルートがあったが、このうち木戸峠ルートが主要道とされており、山口と石見方面を結ぶ石州街道も木戸峠を通っていたと考えられている。峠の名称については、石州街道を阿武郡から山口方面へ行く旅人を検査する木戸（関所）が設けられたことに由来するとの説がある。
明治以降も木戸峠ルートが主要道とされ、国道に指定されていたが、昭和30年代に入ると、大峠ルート側に新たなバイパス道路が建設され、大峠の下を貫通する木戸山トンネルが完成した。これが現国道9号であり、以降、木戸峠ルートの交通量はほぼ皆無となった。
現在、木戸峠を経由するルートは林道のような状態となっており、二輪車愛好家らがダートコースとして時折通過するのみである。

## 現況
国道9号を阿東側から進み、木戸山トンネルの直前で左（南東側）へ分岐し、数百メートル進行すると木戸峠へ至る。大分水界上の峠であるが、峠付近は比較的なだらかな地形であり、分水界は明瞭でない。木戸峠を過ぎると、急に路幅が狭まり、山の斜面を縫うような砂利道となる。路肩が崩壊している箇所や落石が多い。約3～4kmほどこうした林道のような道が続き、山口市仁保地で国道376号へ合流する。このルートは交通量が非常に少なく、バイクが道から谷へ転落し発見されるまでに数年が経過した事例もある。
国道9号を阿東側から進行し木戸峠方面への分岐点からさらに数百メートル進むと、国道9号の最高標高点309mに至る。木戸山トンネルの入り口付近が最高標高点であり、これを木戸山峠（きどやまだお）という。この木戸山峠が木戸峠と呼ばれることもある。地形上の峠ではなく、道路上の峠である。823mの木戸山トンネルを抜けると、萩市方面へ行く国道262号が右方向（北西方面）へ分岐する。国道262号分岐点からは山に沿いながら山口方面へ下っていき、約4km進むと山口市宮野へ至る。この間の沿道には桜が植樹されている。大雨の際は、宮野から木戸山の区間が通行止めとなることもある。